# Jean-Michel Huon de Kermadec
Jean-Michel Frédéric Philippe Huon, marchese di Kermadec (Brest, 12 settembre 1748 – Balane, Nuova Caledonia, 6 maggio 1793), è stato un navigatore francese.

## Biografia
Secondo dei dieci figli del fisico Jean-Dominique Huon de Kermadec, un nobile della Bretagna, giovanissimo fu iscritto in marina e si guadagnò il grado di capitano di fregata durante i combattimenti contro gli inglesi a Madras.
Distintosi con il conte d'Estaing durante la campagna dei Caraibi del 1779 e particolarmente durante l'assedio di Grenada e Tobago, fu nominato cavaliere di San Luigi e capitano di vascello.
Nel 1792 fece parte della spedizione di Bruni d'Entrecasteaux alla ricerca di La Pérouse, durante la quale si guadagnò i galloni di colonnello di marina.
Dal marchese prende il nome l'arcipelago delle Kermadec scoperte nel 1791-93 al comando della nave Espérance, facente parte della spedizione di Entrecasteaux.